# 佐渡博物館
佐渡博物館（さどはくぶつかん）は、新潟県佐渡市八幡にある博物館。1957年（昭和32年）に開館し、新潟交通などが資金支援を行っていたが、2014年（平成26年）以降は市立の博物館となっている。

## 概要
佐渡の自然・考古・歴史・民俗の資料展示のほか、佐渡金銀山にまつわる展示がある。屋外にはロックガーデンや、移築した茅葺屋根の古民家の展示もある。1993年（平成5年）には土田麦僊にまつわる常設展示を行う美術館が併設された。
佐渡市では島内の博物館の再編が計画されており、両津郷土博物館と佐渡国小木民俗博物館が当館の分館となる予定である。

## 交通アクセス
国道350号沿いに立地し、宿泊施設「八幡館」に隣接する。島内発着の定期観光バスのコースにもなっている。
公共交通
- 新潟交通佐渡 南線・小木線・赤泊線「佐渡博物館前」バス停より徒歩すぐ